# Oost-Vlieland

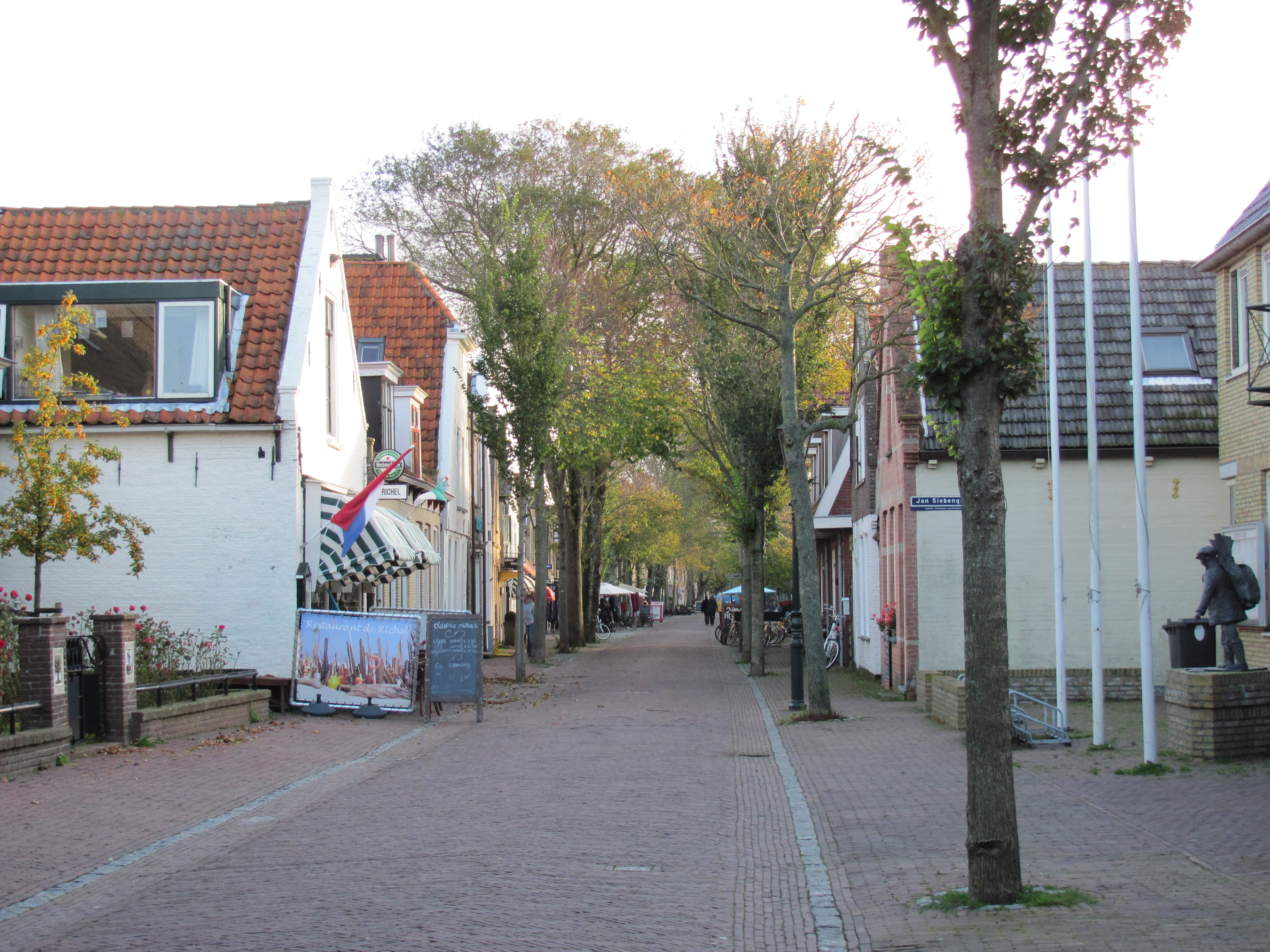
Die Dorpsstraat

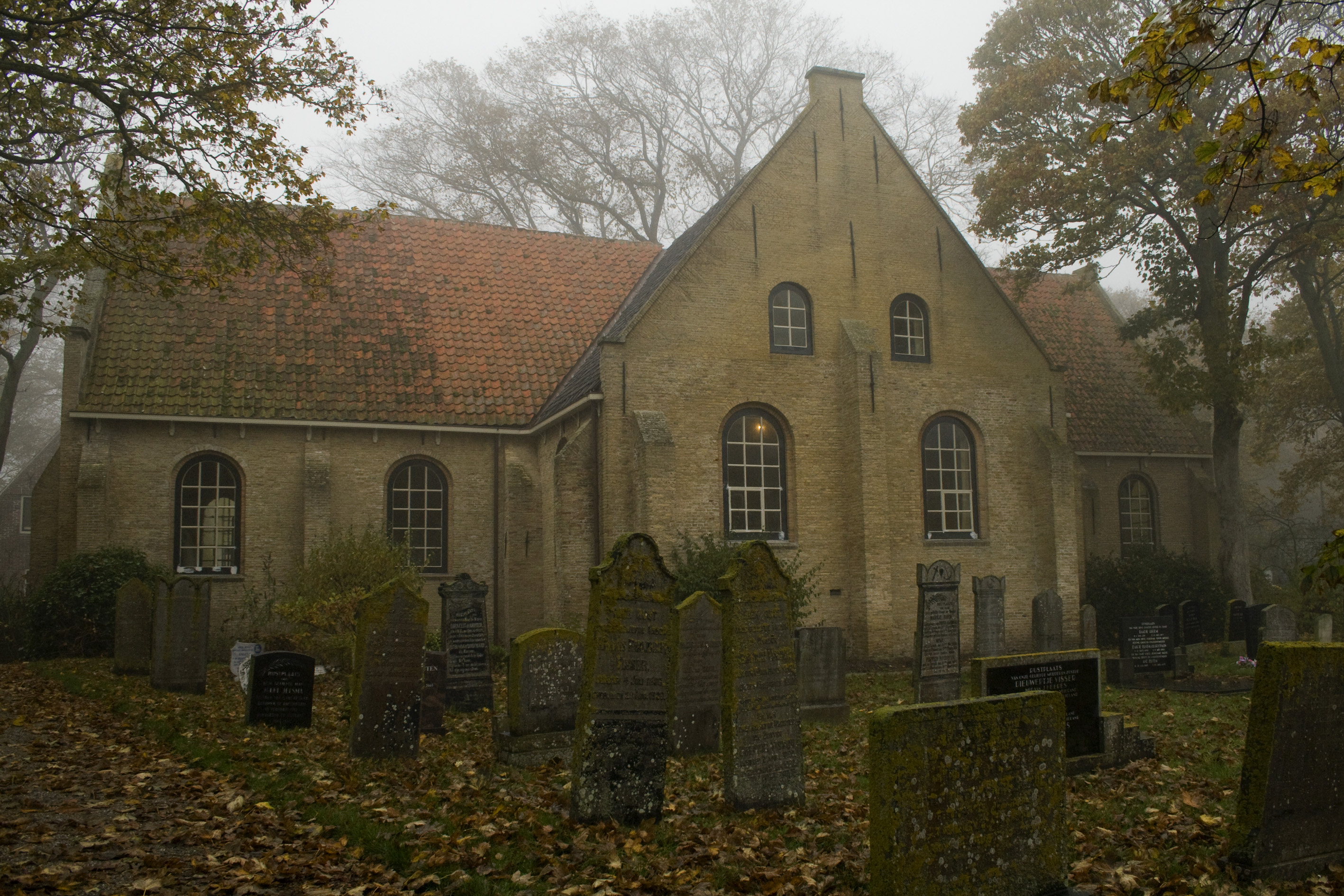
Die St.-Nicolas-Kirche

Oost-Vlieland (westfriesisch East-Flylân) ist das einzige Dorf auf der Insel Vlieland in der Provinz Friesland in den Niederlanden. Das Dorf hat über 1.200 Einwohner und befindet sich, wie der Name schon sagt, am östlichen Ende der Insel.

## Geschichte
Oost-Vlieland wurde zum ersten Mal im Jahr 1245 erwähnt. Zu Beginn war das Dorf nur von armen Bauern und Fischern bewohnt. Im 17. Jahrhundert jedoch, als das Vlie mehr und mehr als Anlegeplatz der wachsenden holländischen Handelsflotte genutzt wurde, wurde Oost-Vlieland immer wohlhabender. Auf Vlieland gab es zudem ein weiteres Dorf mit dem Namen West-Vlieland, das aber 1736 durch eine Sturmflut zerstört wurde.

## Bauwerke
Das Dorf zieht sich entlang der Dorpsstraat (Dorfstraße), an der es viele Geschäfte, Restaurants und ein Kino gibt. Es bildet die Lebensader des Ortes. Das älteste Haus in Oost-Vlieland und auch auf der gesamten Insel Vlieland ist das Tromp’s Huys, ein ehemaliges Admiralskontor zur Überwachung der Handelsschifffahrt, das heute als Museum genutzt wird. Neben der St. Nicolas Kirche steht am Kerkplein das bis 1950 als Armen-, Witwen- und Waisenhaus genutzte Armhuis aus dem Jahr 1662. Der auf der höchsten Erhebung der Insel, der Vuurboetsduin, stehende Leuchtturm Vuurduin ist während der Sommersaison für die Inselbesucher geöffnet.